# Zamek w Głogówku
Zamek Oppersdorffów w Głogówku – zabytkowy zamek w Głogówku.
Dawna rezydencja książęca i rycerska, długoletnia siedziba rodu Oppersdorffów. Zamek składa się z dwóch części, tzw. zamku górnego i dolnego. Zlokalizowany jest na usytuowanej w północno-zachodnim narożu historycznej części miasta, wysokiej skarpie wznoszącej się przy dolinie rzeki Osobłogi. Zbudowany został w stylu manierystycznym i barokowym, stanowi cenny przykład architektury rezydencjonalnej i obronnej na Górnym Śląsku i w Polsce.

## Historia

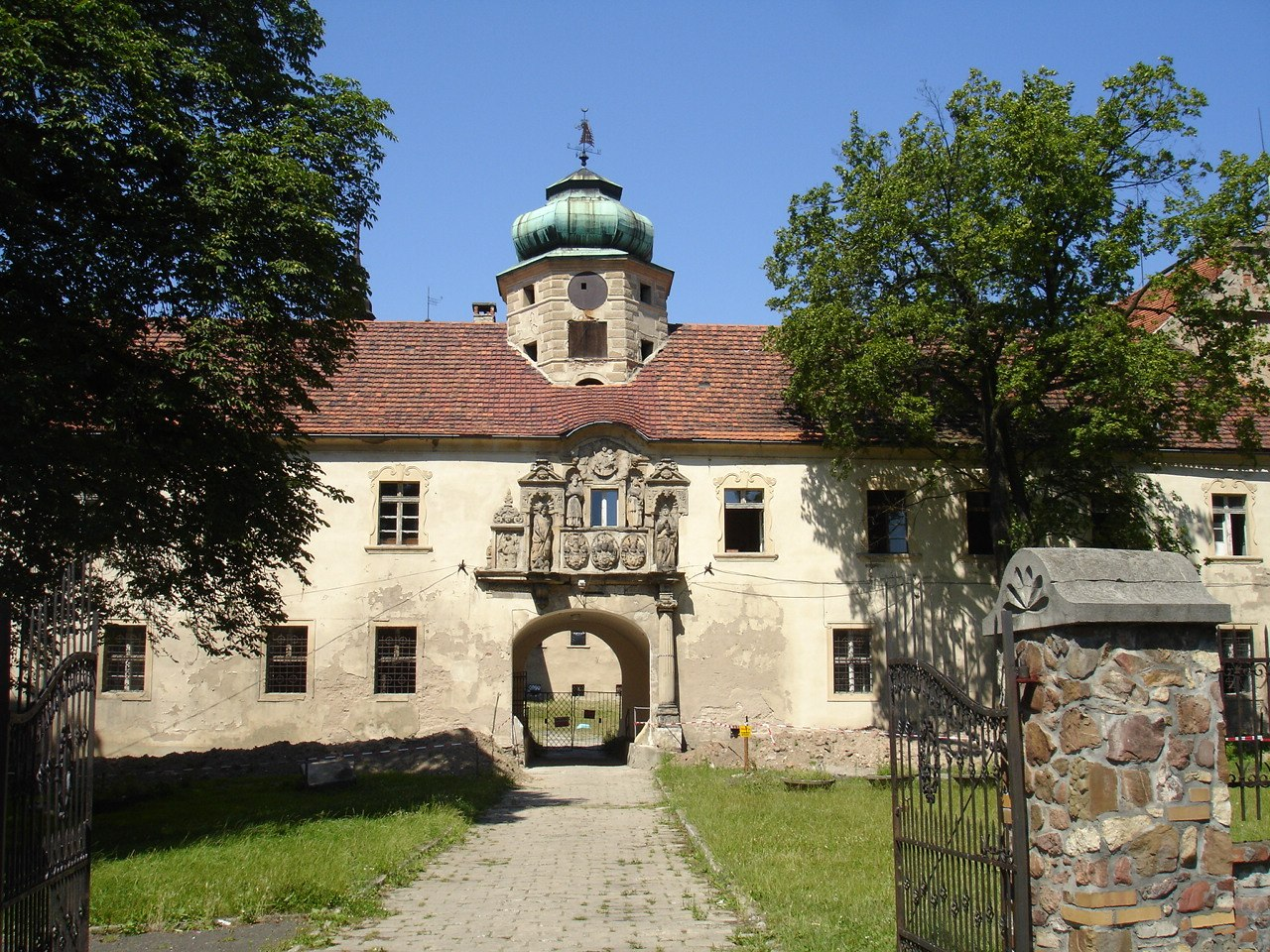
Główne wejście do zamku

Dzieje zamku sięgają średniowiecza. Miasto było wzmiankowane wcześniej – w 1076, zaś w 1275 roku otrzymało prawa miejskie, które nadał mu książę Władysław Opolski. Prawdopodobnie tenże władca zainicjował wzniesienie warowni. Powstanie pierwszego zamku datuje się na przełom XIII i XIV stulecia. Zamek należał do książąt opolskich od czasów panowania Bolka I do 1532, kiedy po śmierci księcia Jana II Dobrego wygasła opolska linia Piastów.
Miasto i zamek przejęli na krótki okres Zedlitzowie. Małżeństwo Christiny von Zedlitz z Hansem Oppersdorffem, które miało miejsce w 1561 otworzyło nowy rozdział w historii zamku – Oppersdorffowie władali zamkiem do 1945 roku. Jeszcze w XVI wieku dokonano gruntownej przebudowy zamku: wpierw po 1561 roku rozebrano gotycki zamek z wieżą mieszkalną, w latach 1561–1571 Hans Oppersdorff wzniósł trójskrzydłowy gmach, wraz z kaplicą, stanowiący rdzeń zamku górnego, w 1584–1606 rozbudowano zamek górny dodając m.in. narożne wieże. Następnie po 1606 wyburzono przedzamcze, budując na jego miejscu zamek dolny, wraz z reprezentacyjną bramą oraz zabudowaniami gospodarczymi. Pomimo destruktywnej dla zamku okupacji Głogówka przez wojska szwedzkie podczas wojny trzydziestoletniej nie zaniechano prac budowlanych, co więcej, Georg III założył bibliotekę, uważaną później za jedną z największych na Górnym Śląsku. Ostatnim etapem rozbudowy było wzniesienie nowej, barokowej kaplicy.
W czasie potopu szwedzkiego i zajęciu Korony Polskiej przez Szwedów, w zamku głogowieckim rezydował od października 1655 roku przez dwa miesiące król Jan Kazimierz wraz z żoną Marią i 1800 osobowym dworem. Księstwo opolskie i raciborskie stanowiło uposażenie królowej Marii, a ówczesny właściciel zamku Franciszek Euzebiusz Oppersdorff, mógł odwdzięczyć się parze królewskiej za to, że kilka lat wcześniej w czasie wojny 30-letniej mógł schronić się najpierw na Wawelu, a później w królewskim zamku w Niepołomicach. Żona Oppersdorfa, Anna Zuzanna de Bess, była wcześniej dwórką królowej Marii. Na zamku organizowano sojusze międzynarodowe przeciwko Szwedom i spotkania z wojskowymi stojącymi po stronie króla. Jednym z dworzan przebywających na zamku był poeta barokowy Jan Andrzej Morsztyn. Ludwika Maria wyjechała z Głogówka 28 czerwca 1656 roku, sześć miesięcy po mężu.
Po bezpotomnej śmierci Franciszka Euzebiusza II w roku 1714 wygasła górnośląska linia rodu Oppersdorffów, a Głogówek wraz z zamkiem na krótko był pod opieką linii morawskiej, a następnie przejął go Władysław Franciszek z czeskiej linii Oppersdorffów. W pierwszej połowie XVIII wieku wykonano wystrój kaplicy oraz zespół portali. Kres świetności zamku położył pożar w 1800. Następnie, aż do 1848, obiekt był w stanie częściowej ruiny. W 1806 roku Franciszek Joachim Oppersdorff gościł tu Ludwiga van Beethovena, który uciekł do Głogówka przed wojskami Napoleona. Z wdzięczności za gościnę niemiecki kompozytor dedykował jemu swoją IV symfonię B-dur opus 60. Ocalał do dziś klawesyn, na którym grywał Beethoven, obecnie instrument prezentowany jest w Muzeum Wnętrz Zamkowych w Pszczynie. W 1849 zakończono odbudowę zamku, którego część zabudowań wzniesiono w stylu angielskiego neogotyku.
Ostatnim ordynatem zamku był Wilhelm Karol Jan. W roku 1945 uciekł on przed zbliżającą się Armią Czerwoną do zachodnich Niemiec, po wojnie zamek został przejęty przez władze polskie i stał się własnością gminy. Do lat 50. niszczejący zamek nie był objęty opieką konserwatorską. Pomimo adaptacji części zamku na schronisko młodzieżowe, muzeum regionalne, galerię malarstwa Jana Cybisa i domu kultury oraz drobnych prac remontowych zamek wciąż wymaga gruntownej konserwacji. W roku 2005 zamek sprzedano prywatnemu inwestorowi, jednak w 2013 wrócił on do gminy Głogówek.

## Architektura
Zamek składa się z połączonych ze sobą (od strony północnej) dwóch części – zamku górnego i dolnego; obie posiadają po trzy skrzydła zabudowań, które tworzą plan zbliżony do litery "U". Zabudowania nie są zestawione symetrycznie; cały kompleks zamkowy ma nieregularny układ przestrzenny z otwartym dziedzińcem. W obecnym wyglądzie zamek zawiera cechy architektury zarówno obronnej jak rezydencjonalnej. Obronny charakter poświadczają położenie zamku, zintegrowanie go z obwarowaniami miejskimi, wysunięte poza lico elewacji zewnętrznych wieże i monumentalne przypory. Do cech architektury rezydencjonalnej zamku należą m.in. układ przestrzenny i ukształtowanie elewacji, które są częściowo zdobione dekoracją architektoniczną i rzeźbiarską.

### Zamek dolny
W skład zamku dolnego oprócz zabudowań mieszkalnych wchodzą skrzydło wschodnie mieszczące główną bramę, oraz kaplica i biblioteka. z wyjątkiem kaplicy zabudowania wszystkich skrzydeł mają dwukondygnacyjny układ, nakryte są dachami siodłowymi.
Skrzydło wschodnie (frontowe) posiada dziewięcioosiową elewację od strony dziedzińca. Pośrodku znajduje się brama przejazdowa, powyżej, ponad dachem wznosi się ośmioboczna wieża zegarowa nakryta baniastym hełmem. Ponad zamkniętą spłaszczonym łukiem arkadą bramy, od strony zewnętrznej umieszczone są okna i nisze obramione bogatą dekoracją rzeźbiarską podzieloną na dwie strefy. Na górze w owalnej płycinie przedstawienie Matki Boskiej z Dzieciątkiem i datą 1668, niżej figury świętych Kandyda i Karola Boromeusza oraz trzy owalne kartusze z herbami: Benigny von Promnitz (1594-1631, L) pierwszej żony Jerzego III von Oppersdorffa (1588-1651, Ś) i Estery von Meggau (1618 – 1644, P) drugiej żony. W niszach po bokach pełnoplastyczne figury przedstawiające świętych Janów Chrzciciela i Ewangelisty, po lewej stronie płaskorzeźba Michała Archanioła.
W narożniku południowo-wschodnim niska, czworoboczna baszta mieszcząca dawniej bibliotekę. Południowe skrzydło tworzy kaplica wzniesiona na planie prostokątnym i układzie salowym, nakryta sklepieniem kolebkowym z lunetami. Kaplica składa się z czterech przęseł, jej wejście i fasada znajduje się od strony dziedzińca. Fasada dwukondygnacyjna, o cechach barokowych. W dolnej kondygnacji skromny portal flankowany pilastrami, powyżej gzymsu oddzielającego kondygnacje para okien. Zwieńczenie tworzy skromny szczyt z prostokątną płyciną na osi. Na dachu znajduje się ośmioboczna wieżyczka na sygnaturkę z barokowym hełmem z latarnią. Za kaplicą skrzydło mieszkalne złożone z jedenastu osi o wnętrzach o układzie w części wschodniej jednotraktowym, od zachodu dwutraktowym.
Skrzydło północne od strony dziedzińca liczy trzynaście osi; w przyziemiu znajdują się podcienia; otwarte na zewnątrz za pomocą sześciu arkad, ponad nimi arkady zamurowanego krużganku. Na wschodnim skraju znajduje się przejazd nakryty sklepieniem krzyżowo-kolebkowym. Układ wnętrz dwutraktowy, w parterze większość sal nakryte są sklepieniami kolebkowymi, na piętrze stropy. Skrzydło północne łączy się z zabudowaniami zamku dolnego, obie części oddzielone są ryzalitem.

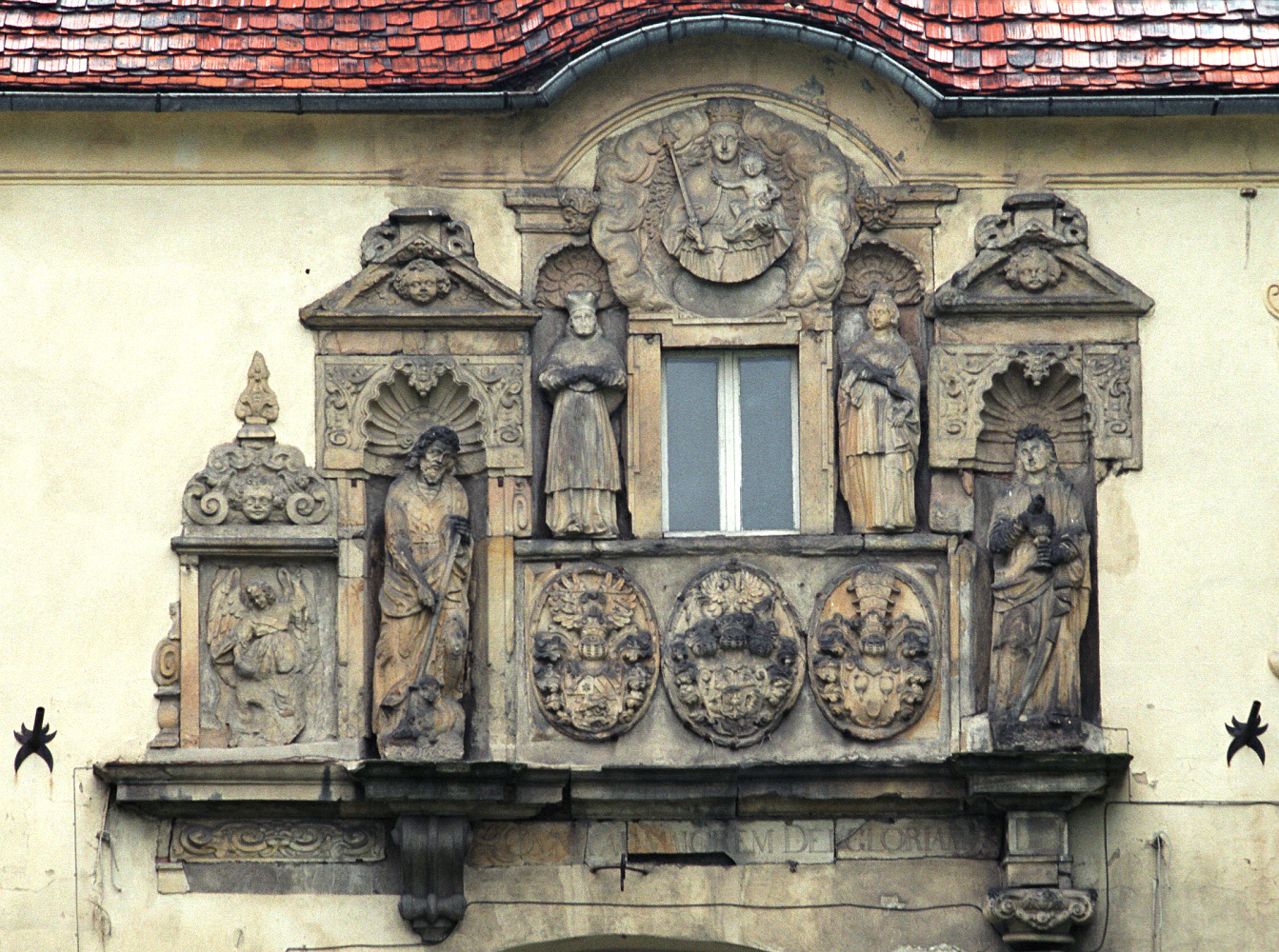
Fronton z  herbami
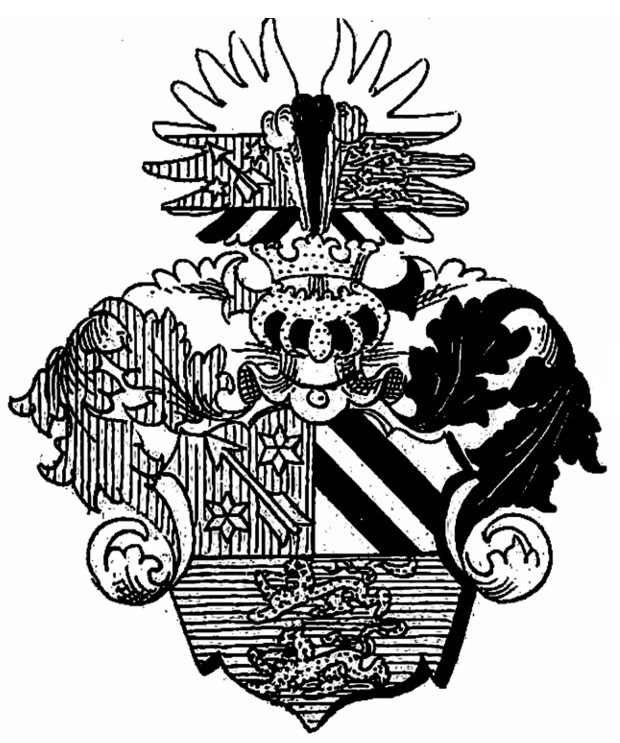
Herb B. Promnitz, pierw. żony Jerzego
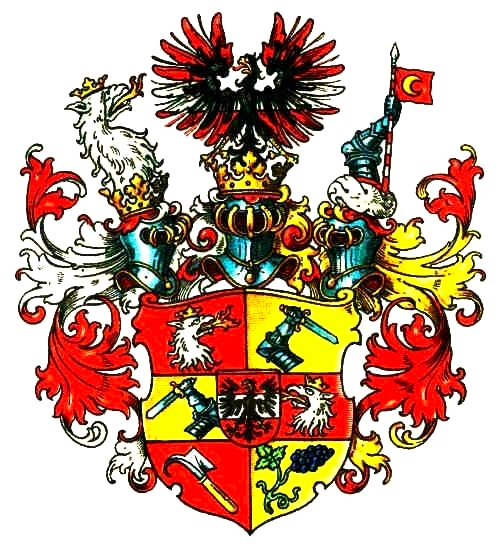
Herb Jerzego III von Oppersdorffa
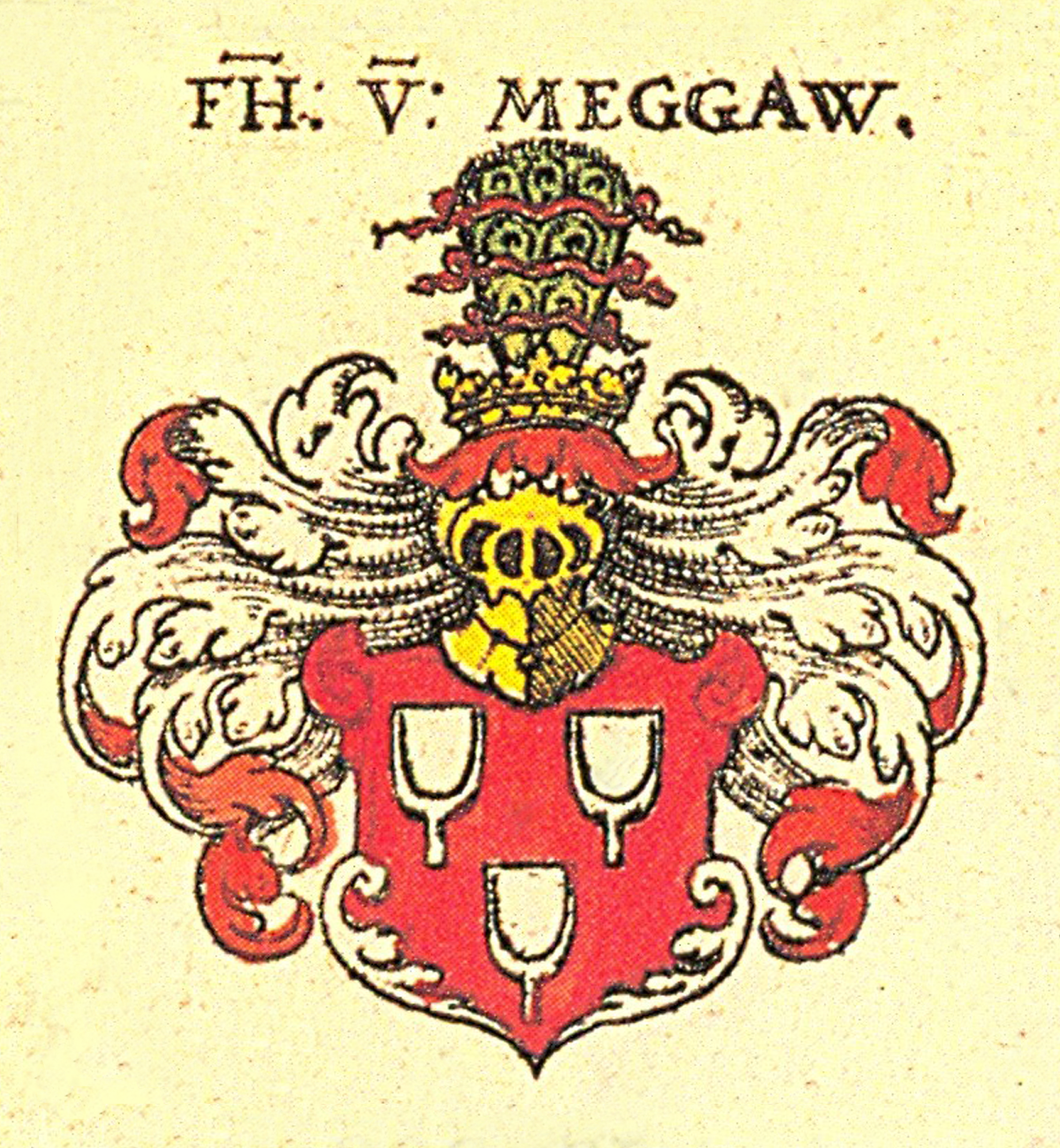
Herb Estery Meggau, drugiej żony Jerzego
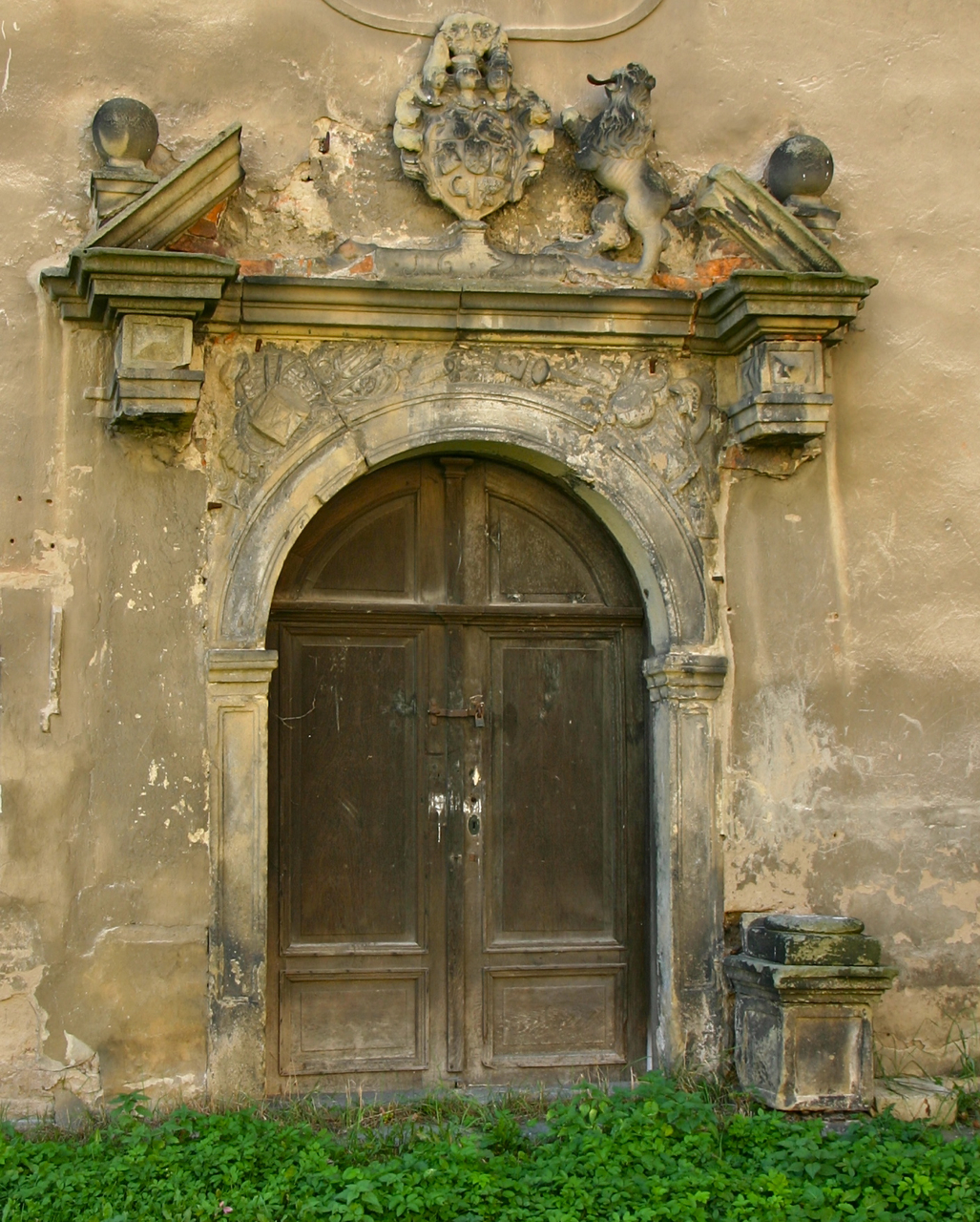
Portal z herbem von Oppersdorffa1647

### Zamek górny
Zamek górny posiada trzy kondygnacje zbudowane na dwóch kondygnacjach piwnic, których okna widoczne są od zewnątrz. Wszystkie skrzydła nakryte są dachami siodłowymi. Nieregularny układ poświadcza liczba osi poszczególnych skrzydeł; północne liczy osiem, zachodnie pięć, a południowe siedem osi. Wejścia do poszczególnych skrzydeł zamku znajdują się od strony dziedzińca. Zdobią je barokowe portale:
- w skrzydle południowym zamku górnego z herbem von Oppersdorff z 1571[5][6]
- w skrzydle zachodnim zamku górnego z 1571[7]
- w skrzydle północnym zamku górnego z herbem von Beess und Chrostins (1627-1697), żony Franza Eusebiusa von Oppersdorff[8][5]. W narożnikach skrzydła południowego wznoszą się częściowo wtopione w lico dwie pięciokondygnacyjne wieże na planie okrągłym, w górnych kondygnacjach obie wieże mają plan oktogonalny. Nakryte są ozdobnymi hełmami z latarniami. Wieża wznosi się również przy północno-zachodnim narożniku, w obecnej formie neogotycka, okrągła u dołu i oktogonalna u góry, wieńczy ją krenelaż. Układ wnętrz jest jednotraktowy, mają plan czworoboczny, część z nich zachowała sklepienia kolebkowe i kolebkowe z lunetami.